# 얀 즈바르트크라위스
요하너스 헤르마뉘스 헨드리퀴스 "얀" 즈바르트크라위스(네덜란드어: Johannes Hermanus Hendrikus "Jan" Zwartkruis [ˈjɑn ˈzʋɑrt.ˌkrœy̯s][*]; 1926년 2월 18일, 헬데를란트 주 엘스트 ~ 2013년 3월 7일, 위트레흐트 주 아메르스포르트)는 네덜란드의 전 감독이다. 그는 네덜란드 국가대표팀을 2회에 나누어 지휘했고, 28번의 경기에 참석했는데, 이 중 유로 1980과 1980년 문디알리토 겨기도 포함되어 있다. 그는 1980년대에 트리니다드 토바고도 잠깐 지휘했었고, 1994년 월드컵 예선전에서 북중미카리브 카리브 지역의 네덜란드령 안틸레스를 지도했다.